# Monaco
För andra betydelser, se Monaco (olika betydelser).
Monaco, formellt Furstendömet Monaco (franska: Principauté de Monaco; monegaskiska: Principatu de Mu̍negu), är en mikrostat med konstitutionell monarki belägen vid södra Frankrike i Västeuropa. Monaco ligger på Franska rivieran vid Liguriska havet, en del av Medelhavet, några kilometer från den fransk-italienska gränsen men är i övrigt omgivet av Frankrike. Många invånare är förmögna och har ursprung från andra länder. Monaco är en av Europas mikrostater och anses ofta vara ett skatteparadis.
Med en yta på 2,02 km² är Monaco världens näst minsta suveräna stat (endast Vatikanstaten är mindre). Ytan tillsammans med landets 37 550 invånare (2016) gör Monaco till världens mest tätbefolkade land. Monaco är det minsta landet med franska som officiellt språk. Landet är socialt välmående och har både den högsta medellivslängden och den lägsta spädbarnsdödligheten, men har en befolkningstillväxt på endast 0,18 % och den äldsta befolkningen i världen (enligt medianålder).
Landets regent är furst Albert II av familjen Grimaldi, som har regerat över Monaco sedan 1297. Monaco är medlem i Förenta nationerna (sedan 28 maj 1993), Organisationen för säkerhet och samarbete i Europa, Latinska unionen samt Europarådet. Monaco har en nära relation med Frankrike som landet ingår i tullunion med och delar samma valuta (euro). Frankrike ansvarar också för Monacos försvar, och den monegaskiska statsministern ska vara en av tre franska medborgare som presenteras som kandidater av den franska regeringen, varav en utses av Monacos furste. Trots sina nära förbindelser med Europeiska unionen är Monaco inte medlem i unionen.

## Historia
Huvudartikel: Monacos historia

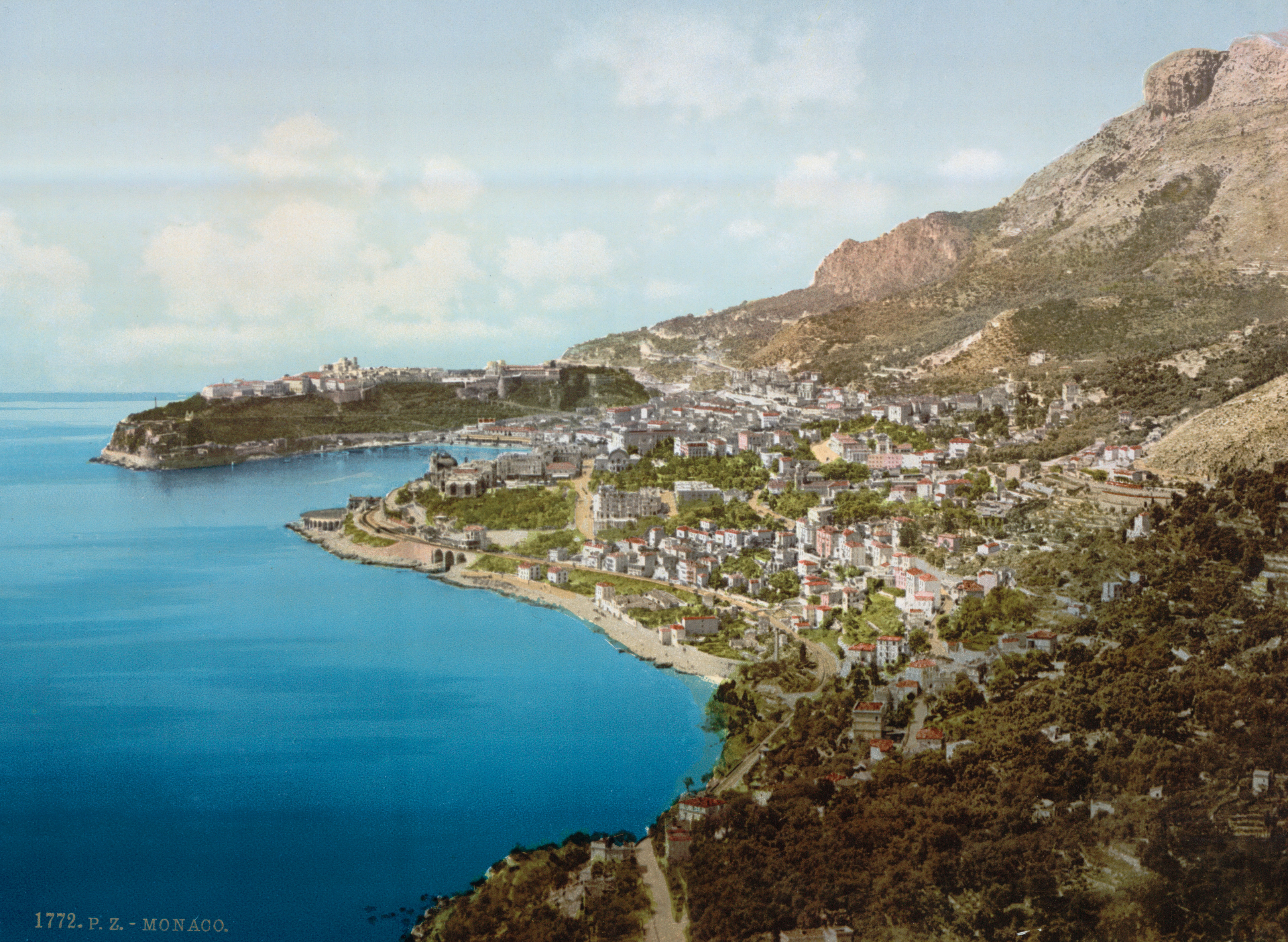
Monaco (sett från nordöst), vy från 1890-talet.

Monaco har fått sitt namn från den närbelägna grekiska kolonin Monoikos som grundades på 500-talet f.Kr. av fenicierna. Enligt en antik myt ska Herkules ha passerat genom Monaco och skickat iväg alla tidiga gudar därifrån. Ett tempel byggdes till hans ära, kallat Herkules Monoikos (som betyder Herkules Tempel). Templet finns inte kvar, men den kända hamnen i Monaco är uppkallad efter Herkules, Port Hercule.
Monaco återskapades 1215 som en koloni tillhörande republiken Genua. Monaco har styrts av ätten Grimaldi sedan 1297, när Francesco Grimaldi Malizia (italienska för ondsint) intog borgen som skyddade klippan i Monaco, förklädd till en franciskansk munk (monaco på italienska).
Mellan 1793 och 1814 var Monaco under franskt styre. Genom Wienkongressen bestämdes att Monaco skulle vara under skydd av Kungariket Sardinien. Mellan åren 1815 och 1860 stod Monaco alltså under Sardiniens beskydd, varefter Frankrike återfick skyddsmakten som en del i Freden i Turin. Under den här tiden rådde det oro i de närliggande städerna Menton och Roquebrune-Cap-Martin, som förklarade sig självständiga i hopp om att bli omhändertagna av Sardinien. Till slut gav fursten upp anspråket på de båda städerna (cirka 95 procent av landet), och Frankrike köpte tillbaka områdena för fyra miljoner francs. År 1886 blev Monaco autonomt genom ett avtal med Frankrike.
Fram till 1911 styrde Monacos furstar med absolutism. I juli 1918 ingicks ett avtal med Frankrike, som gavs en begränsad kontroll över Monaco. Avtalet, som var en del av Versaillesfördraget, fastslog att monegaskisk politik skulle föras i enlighet med franska politiska, militära och ekonomiska intressen.
År 1943 ockuperade den italienska armén Monaco och inrättade en fascistregering. Kort därefter, efter Mussolinis kollaps i Italien, ockuperade Tyskland Monaco och började föra bort den judiska befolkningen. En av dem var René Blum, grundaren av Ballet de l’Opera i Monte Carlo och bror till den tidigare franska premiärministern Léon Blum.
1949 dog furst Louis II och efterträddes av sin dotterson Rainier III. Eftersom Monaco enligt konstitutionen skulle förlora sin självständighet till Frankrike om ätten Grimaldi utslocknade, väckte furst Rainiers sökande efter en gemål intresse över hela världen. Den massmediala bevakningen blev enorm när Rainier förlovade och gifte sig med den amerikanska filmstjärnan Grace Kelly 1956. 
Äktenskapet resulterade i tre barn: Caroline, Albert och Stéphanie och Monacos suveränitet var säkrad. 2002 kom ett nytt fransk-monegaskiskt avtal, där Monaco garanteras självständighet även om Grimaldiätten utslocknar. En större förändring av konstitutionen kom 1962, när bland annat dödsstraffet avskaffades, kvinnor fick rösträtt och en högsta domstol skapades för att garantera grundläggande rättigheter.
Då furst Rainier dog den 6 april 2005, hade han varit statsöverhuvud i 56 år. Efter kung Bhumibol av Thailand var han den statschef som regerat längst. Prins Albert, Markis av Baux tog över ansvaret som furste redan den 31 mars 2005 på grund av faderns dåliga hälsa. Albert II blev officiellt furste den 12 juli 2005 genom en ceremoni i Monacos katedral där hans fader hade begravts tre månader tidigare. Alberts övertagande av tronen bekräftades genom en andra ceremoni den 19 november 2005 inför många gästande statsöverhuvuden från hela världen.

## Geografi

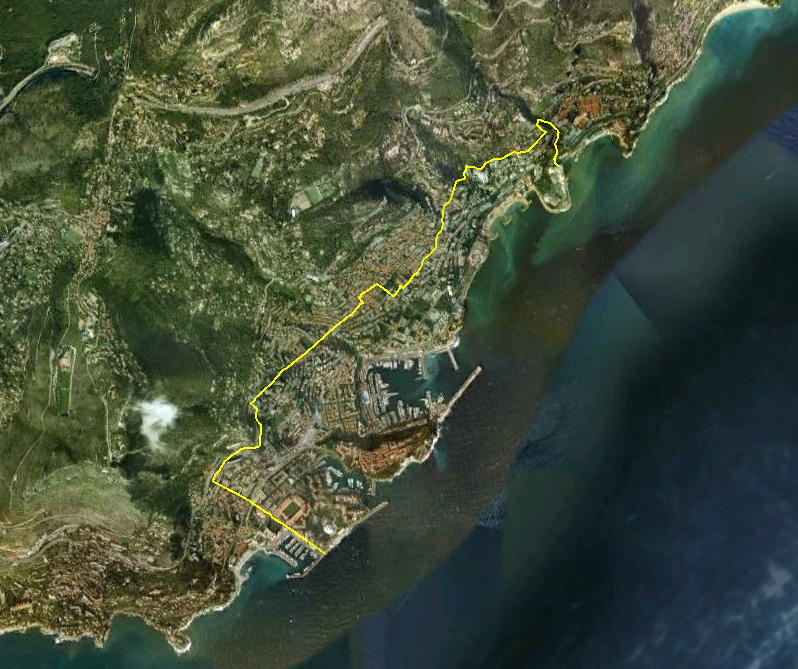
Satellitkarta

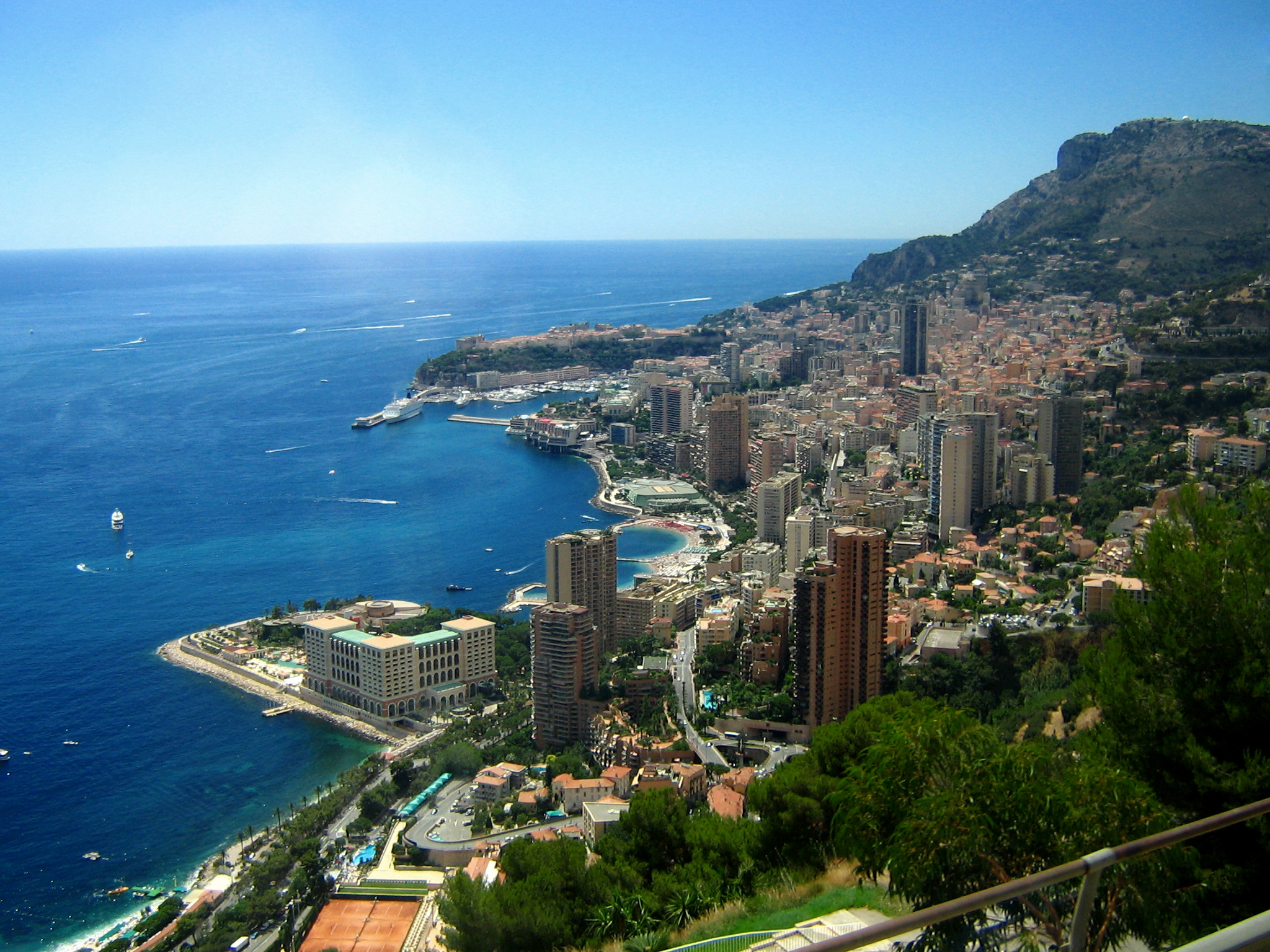
Hela territoriet för furstendömet Monaco

Med en yta på 2,02 km², en landgräns mot Frankrike på 4,1 km och sydostlig kustremsa på 4,4 km är Monaco det näst minsta självständiga landet i världen, efter Vatikanstaten. Det ligger vid Medelhavets kust, 18 km öst om Nice. Den högsta punkten i Monaco är Mont Agel som sträcker sig 163 m över havet. 

### Topografi och hydrografi
Monaco-klippan är en brant formation av kalksten som omges av frodig, subtropisk vegetation. Monte Carlo-klippan är mindre brant och tidigare hem till kalkstensgrottor, som numera har avlägsnats.
Furstendömet, som endast består av bebyggelse, är känt för sin vackra klippiga miljö och sitt soliga medelhavsklimat med milda blöta vintrar och varma torra somrar. De nyare delarna av furstendömet är mycket tätt bebyggda, oftast med höghus.
Monaco är indelat i fyra geografiska områden: Monaco-Ville, den gamla staden som ligger på en klippa som sträcker sig ut i havet; La Condamine, området som ligger längs med hamnen; Monte Carlo, där de flesta bostads- och semesterområdena ligger; och Fontvieille, ett nybyggt område som är vunnet ur havet.[källa behövs]

### Klimat
Klimatet är typiskt för Medelhavsregionen, med regniga vintrar och torra somrar. Årsnederbörden ligger runt 750 mm. Medeltemperaturen är 20–23 °C på sommaren och cirka 10 °C på vintern.

### Naturskydd
År 1997 fanns inga officiellt skyddade naturområden i Monaco.

## Styre och politik

### Författning och styre
Monaco är ett konstitutionellt furstendöme med ärftlig tronföljd, och sedan 2002 inkluderas även kvinnor i successionsordningen. Landets verkställande makt leds av fursten, medan regeringen, som består av en statsminister och ministrar, arbetar under furstens tillsyn. Lagstiftningen delas mellan fursten och nationalrådet, en folkvald församling med 24 medlemmar som väljs för fem år. Dessutom finns en kommunfullmäktigeförsamling med 15 ledamöter, valda för fyra år, som ansvarar för hela landet.
Monaco har inga traditionella politiska partier, men val präglas av konkurrerande kandidatlistor.

### Administrativ indelning

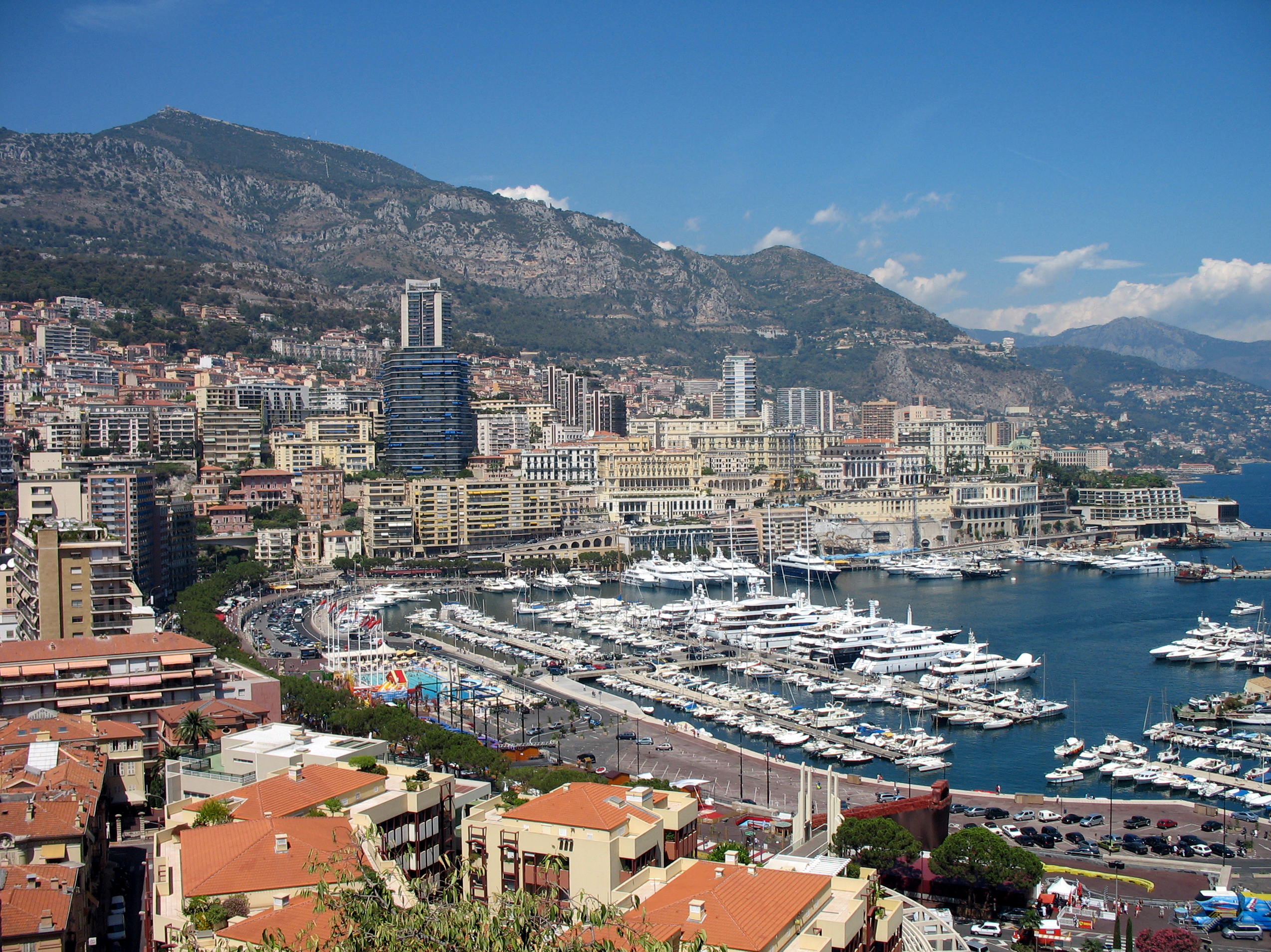
Hamnen Herkules, La Condamine, Monaco.

Staten består numera av 10 distrikt. Enligt konstitutionen 1911 bestod Monaco emellertid av tre kommuner:  
- Monaco-Ville, den gamla staden som ligger på klippan som sträcker sig ut i Medelhavet känt som Le Rocher (klippan). Här finns palatset i Monaco.
- Monte Carlo, främst bostadsområden och semesterområden och det berömda kasinot i Monte Carlo.
- La Condamine, hamnområdet som ligger mittemellan de två andra före detta kommunerna.

De tre kommunerna upplöstes år 1954, då de istället fick status som distrikt (”quartiers”) och fyra nya lades till.
- Fontvieille lades till som det fjärde distriktet, ett nybyggt område på mark utvunnen från havet på 70-talet.
- Moneghetti blev det femte distriktet, skapat från en del av La Condamine.
- Larvotto blev det sjätte distriktet, skapat från en del av Monte Carlo.
- La Rousse/Saint-Roman (inkluderar Le Ténao) blev det sjunde distriktet, också skapat från en del av Monte Carlo.

Därefter skapades ytterligare tre nya distrikt:
- Saint Michel, en del av Monte Carlo
- La Colle, en del av La Condamine
- Les Révoires, en del av La Condamine

Nya områden planeras utvinnas från havet och förväntas att stå färdigt år 2025[uppföljning saknas]:
- Le Portier

Furstendömet är uppdelat i 10 distrikt men två nya är planerade: Fontvieille II och Le Portier.
| Nr                              | Distrikt                   | Area (m²) | Invånare | Täthet km² | Kvarter | Anmärkningar                   |
| ------------------------------- | -------------------------- | --------- | -------- | ---------- | ------- | ------------------------------ |
| Distrikt i Monaco               |                            |           |          |            |         |                                |
| 05                              | Monaco-Ville               | 184 750   | 1 034    | 5 597      | 19      | Gamla staden med palatset.     |
| Distrikt i Monte Carlo          |                            |           |          |            |         |                                |
| 01                              | Monte Carlo/Spélugues      | 281 461   | 3 034    | 10 779     | 20      | Kasinot och semesterområdena   |
| 02                              | La Rousse/Saint-Roman      | 105 215   | 3 223    | 30 633     | 17      | I nordöst, inkluderar Le Ténao |
| 03                              | Larvotto/Bas Moulins       | 328 479   | 5 443    | 16 570     | 17      | Östra strandområdet            |
| 10                              | Saint Michel               | 142 223   | 3 807    | 26 768     | 24      | Centrala bostadsområdena.      |
| Distrikt i La Condamine         |                            |           |          |            |         |                                |
| 04                              | La Condamine               | 237 283   | 3 847    | 16 213     | 28      | Hamnområdet i nordväst.        |
| 07                              | La Colle                   | 188 073   | 2 822    | 15 005     | 15      | Den västra gränsen             |
| 08                              | Les Révoires               | 75 747    | 2 515    | 33 203     | 11      |                                |
| 09                              | Moneghetti/ Bd de Belgique | 107 056   | 3 003    | 28 051     | 17      |                                |
| Nya distrikt urvunna från havet |                            |           |          |            |         |                                |
| 06                              | Fontvieille                | 324 157   | 3 292    | 10 156     | 10      | Började byggas 1971            |
| 11-1                            | Fontvieille II             | -         | -        | -          | -       | Planerad                       |
| 11-2                            | Le Portier                 | -         | -        | -          | -       | Planerad                       |
|                                 | Monaco                     | 1 974 444 | 32 020   | 16 217     | 178     |                                |

### Internationella relationer
Landet har ett nära beroende av Frankrike, både politiskt och ekonomiskt. År 1963 infördes franska skatteregler för majoriteten av franska medborgare i Monaco, efter påtryckningar från Frankrike. Monaco var en av de ursprungliga medlemmarna i Europeiska säkerhets- och samarbetskonferensen (nu OSSE) och blev medlem i FN 1993.

## Ekonomi och infrastruktur

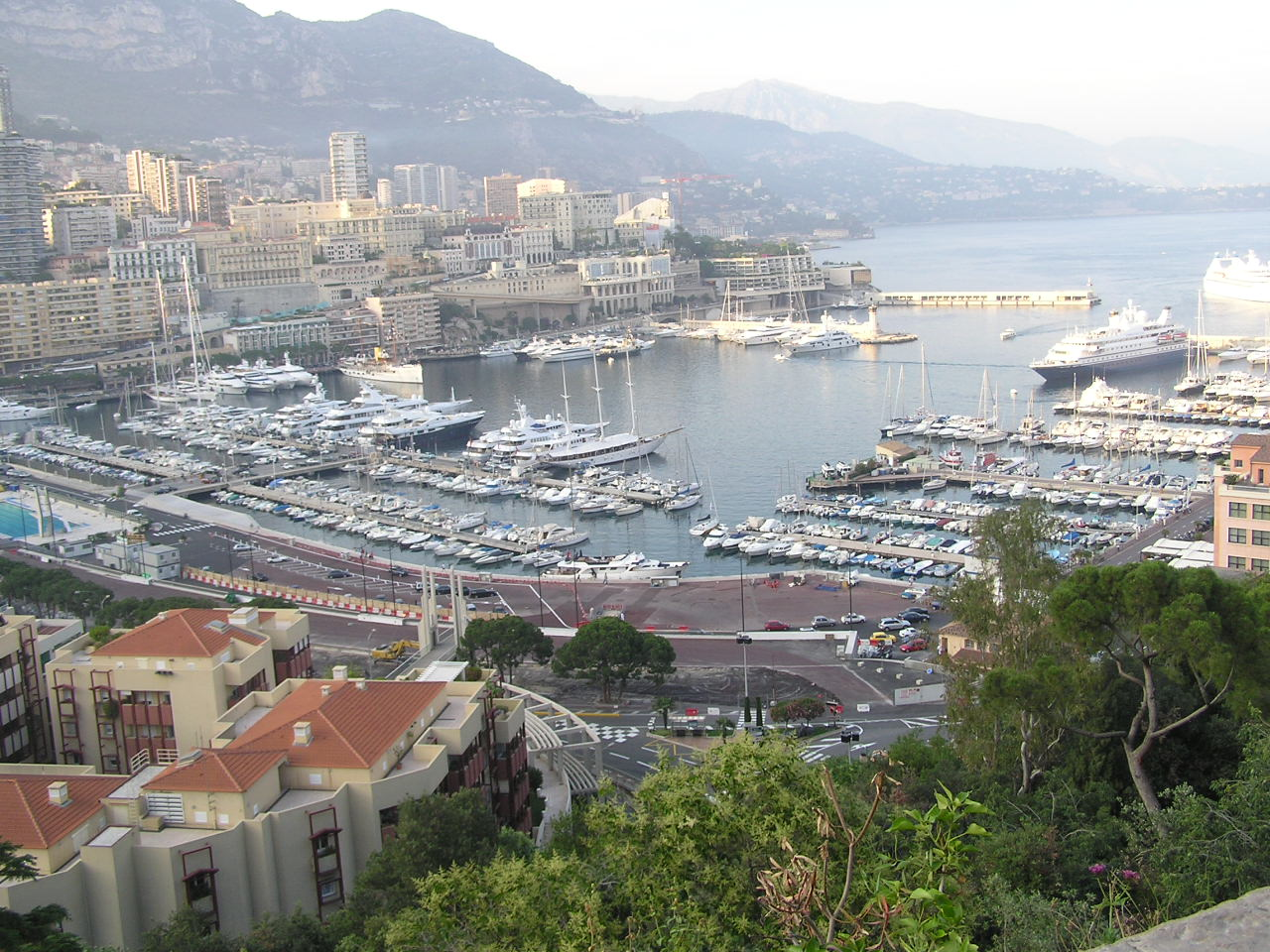
Monaco och hamnutsikt

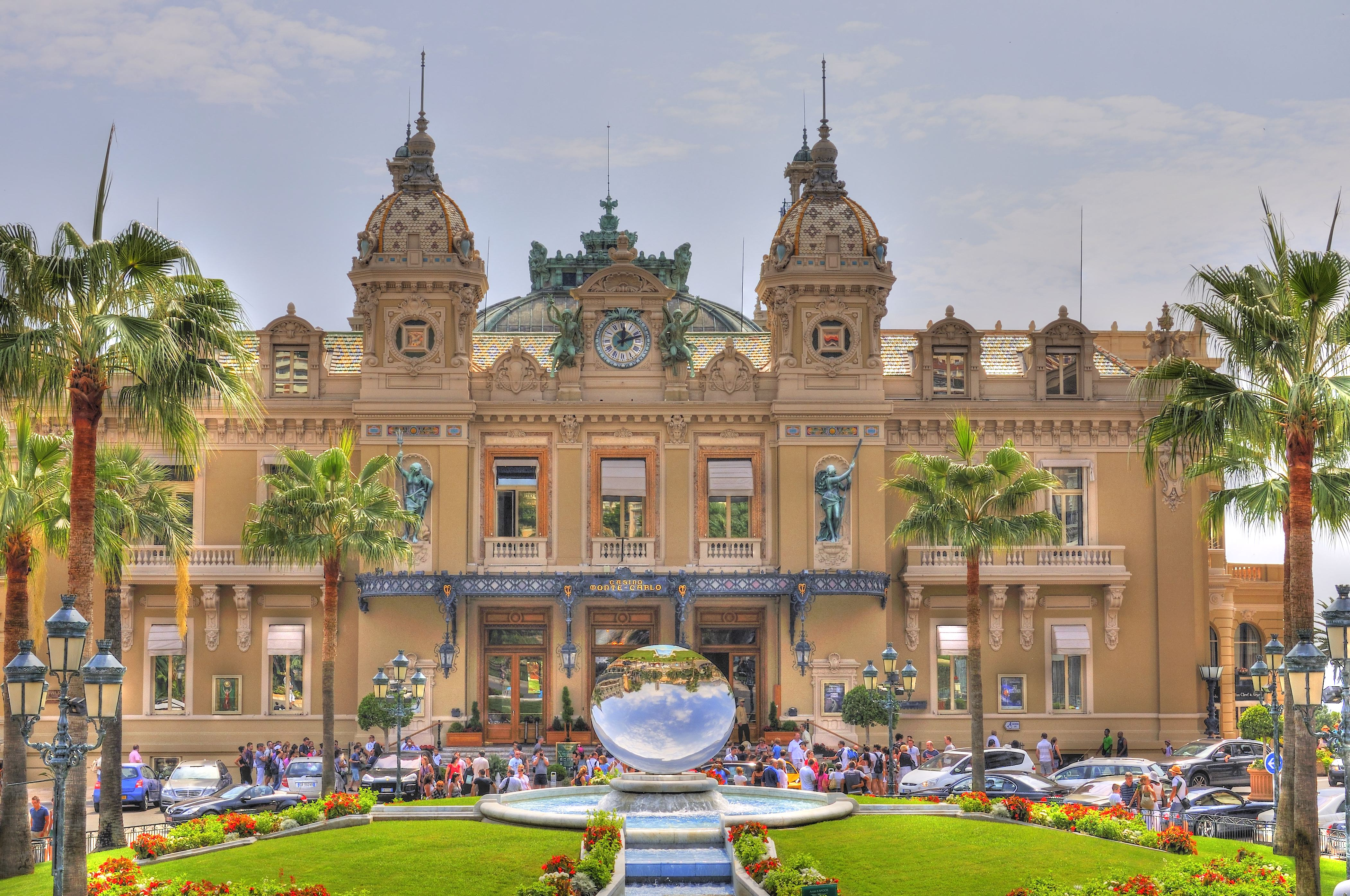
Kasinot i Monte Carlo

Monacos ekonomi är unik i Europa och saknar jämförelse. Utan inkomst- eller förmögenhetsskatt (dock måste franska och amerikanska medborgare bosatta i Monaco betala skatt i sina hemländer) och med stora inkomster från utlandet är det svårt att ge en exakt bild av landets nationalinkomst.
Statens budget är noggrant balanserad, där över hälften av intäkterna kommer från mervärdesskatt och 4 procent från spelintäkter. Övriga inkomster härrör från företagsbeskattning (ca en tredjedel), statliga monopol som tobak, telefon och frimärken, samt koncessioner för kasinot och Radio Monte Carlo. Staten är också majoritetsägare i Société des Bains de Mers (SBM), Monacos största företag med 2 600 anställda, som driver kasinot, hotell, restauranger och operan samt arrangerar evenemang som Monte Carlo-rallyt och Monaco Grand Prix.
År 2000 anklagade två franska parlamentsledamöter i en rapport Monaco för ineffektiva lagar mot pengatvätt, bland annat i Kasinot i Monte Carlo, och landets regering för att den inte gör tillräckligt för att undersöka dessa brott ordentligt. I respons till anklagelserna beställde Monacos regering rapporter från OECD där det framgick att de flesta av dessa anklagelser var ogrundade.
Furstendömet delar också valuta med Frankrike, det vill säga euro. Monaco har rätten att ge ut mynt med monegaskisk design på nationssidan, och egna sedlar.

### Näringsliv
Turism är en av de viktigaste näringarna, medan servicebranschen sysselsätter 84 procent av arbetskraften och industrin 16 procent. Industrin består främst av företag inom kemi, finmekanik och plastproduktion. Monaco är också en betydande aktör inom bank- och finanssektorn med cirka 40 banker.
Furstendömet har framgångsrikt sökt att skapa små, lönsamma och icke nedsmutsande industrier. Dessa återfinns i området Fontvieille. Staten innehar monopol i en rad sektorer, däribland tobak och post. Telefonbolaget ägdes en gång av staten; numera ägs Monaco Telecom till 49 procent av Cable & Wireless, till 45 procent av staten och till 6 procent av Compagnie Monégasque de Banque, men åtnjuter monopol.[källa behövs]

### Handel
Monaco är inte medlem av Europeiska unionen, men är väldigt starkt knutet till EU genom sin tullunion med Frankrike.[källa behövs]
Frankrike står för ungefär två tredjedelar av Monacos utrikeshandel. Exporten består huvudsakligen av produkter som kosmetika, läkemedel, elektronik, plastvaror och ansjoviskonserver. Även om handelsunderskottet är stort, kompenseras det troligtvis av inkomster från turism och valuta som invånarna för in i landet.
Monacos största exportvaror är keramik, metallarbeten, textil, plastvaror och instrument.[källa behövs]

### Infrastruktur

#### Transporter
Monaco har ett vägnät på totalt 100 kilometer och har bra vägförbindelser både till Frankrike och Italien. Furstendömet är anslutet till det franska järnvägsnätet. Hercules Port, som är en djupvattenshamn, är Monacos största hamn. Den närmaste internationella flygplatsen ligger i Nice, 13 kilometer väster om Monaco.

## Befolkning

### Demografi

#### Minoriteter
Endast 24,5 procent av Monacos befolkning är monegasker. 28,4 procent är fransmän, 18,7 procent är italienare, 7,5 procent är britter, 2,8 procent är belgiare, 2,5 procent är schweizare och 2,5 procent är tyskar (2021). Övriga invånare kommer från mer än 100 olika länder, inklusive amerikaner och ryssar.

### Språk
Franska är landets enda officiella språk, men engelska, italienska och det ursprungliga monegaskiska (en rest av genuesiska) är också ofta använda språk.

### Religion
Romersk-katolska kyrkan är statsreligion och omfattar 90 procent av befolkningen. I Monaco råder religionsfrihet.[källa behövs]

## Kultur

### Identitet
Vid sitt trontillträde 2005 höll furst Albert II ett tal som ”bestämde vilka vi är”:
| Vi är en gemenskap med våra egna värderingar, vilka är lika våra grannars, men som har en speciell kombination vilken skiljer oss åt. Vi är från Ligurien och Genua. Vi är barn av Grekland, Rom och kristendom: vår katolska, apostoliska och romerska statsreligion finns där för att påminna oss. Vi lyder under de mänskliga rättigheterna, frukter av de filosofiska reflektioner som upplysningstiden från våra franska grannar och vänner, och de otaliga reformer och förbättringar gjort av de europeiska ledarna till fungerandet av konstitutionella stater och supranationella institutioner. Vi tror på materiell men även andlig framgång. Vi är förespråkare av fri företagsamhet i den ekonomiska sektorn, ett system som skapar rikedom. Vi tror också på dygderna av solidaritet med dem som inte har tillräcklig kunskap, vetskap eller personlig möjlighet att ta riskerna, att få självständighet och ta det ansvar ett modernt liv kräver. Vår roll är också att förespråka social rättvisa vilket är absolut nödvändigt. Monaco tror, liksom Europeiska unionen, på konceptet med marknadsekonomi. Vi tror på samarbetet mellan innovatören och entreprenören vilket skapar framgång i alla dess former. Om vi inte respekterar dessa grundläggande värderingar, så kan vi inte hoppas på framgång. |
| – furst Albert II |

### Sport

#### Fotboll

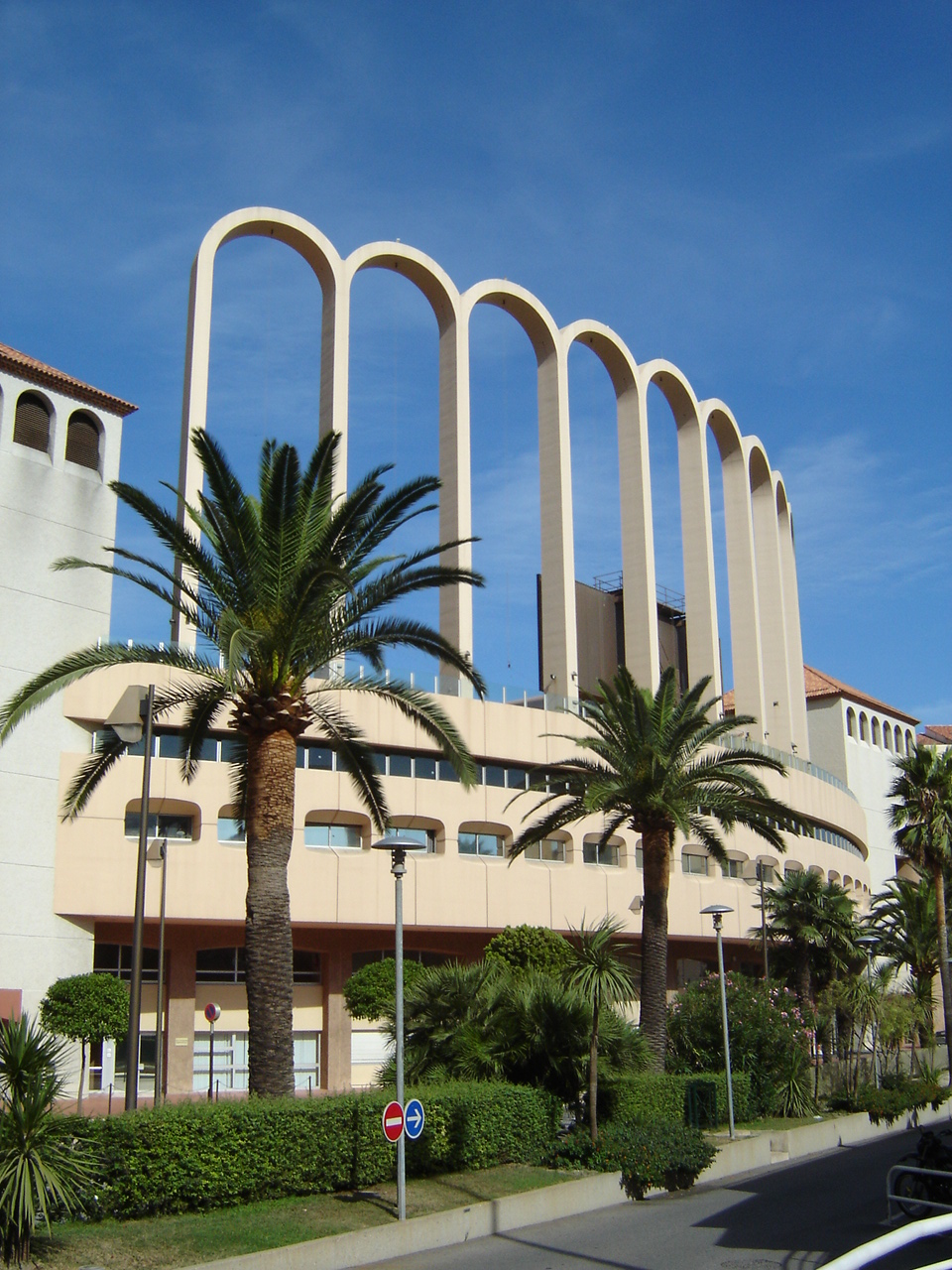
Stade Louis II, hemmaarena AS Monaco FC

AS Monaco FC har herr- och damlag i högsta serien i Frankrike.

#### Motorsport
Monaco är värd för två årliga, prestigefyllda motorsportevenemang: Monacos Grand Prix, som har hållits sedan 1929 och är en av de mest kända Formel 1-tävlingarna, samt Monte Carlo Rally, som också körs varje år.

#### Tennis
Monte Carlo Masters är en del av ATP-touren.

## Bildgalleri

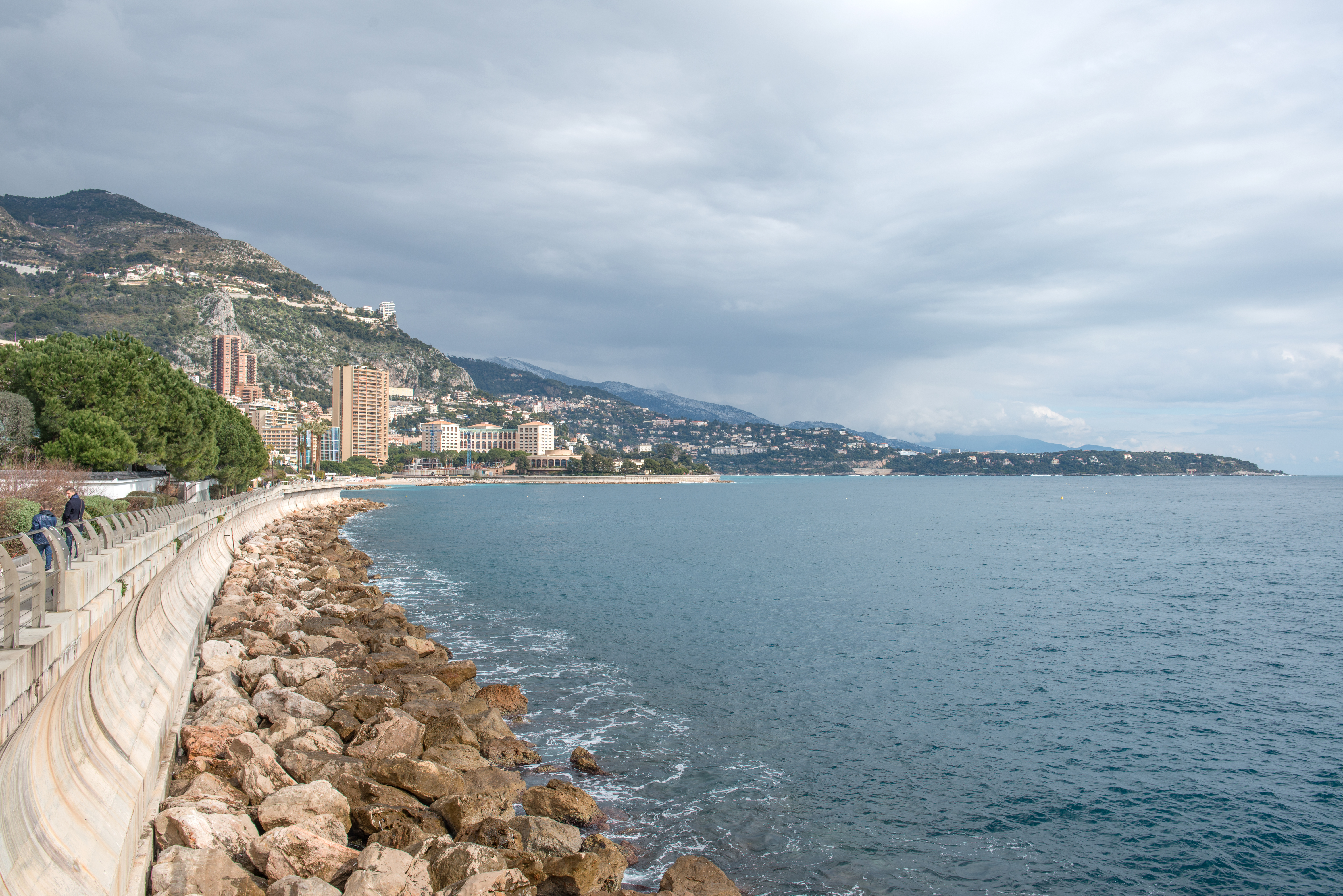
Monte Carlo 2013
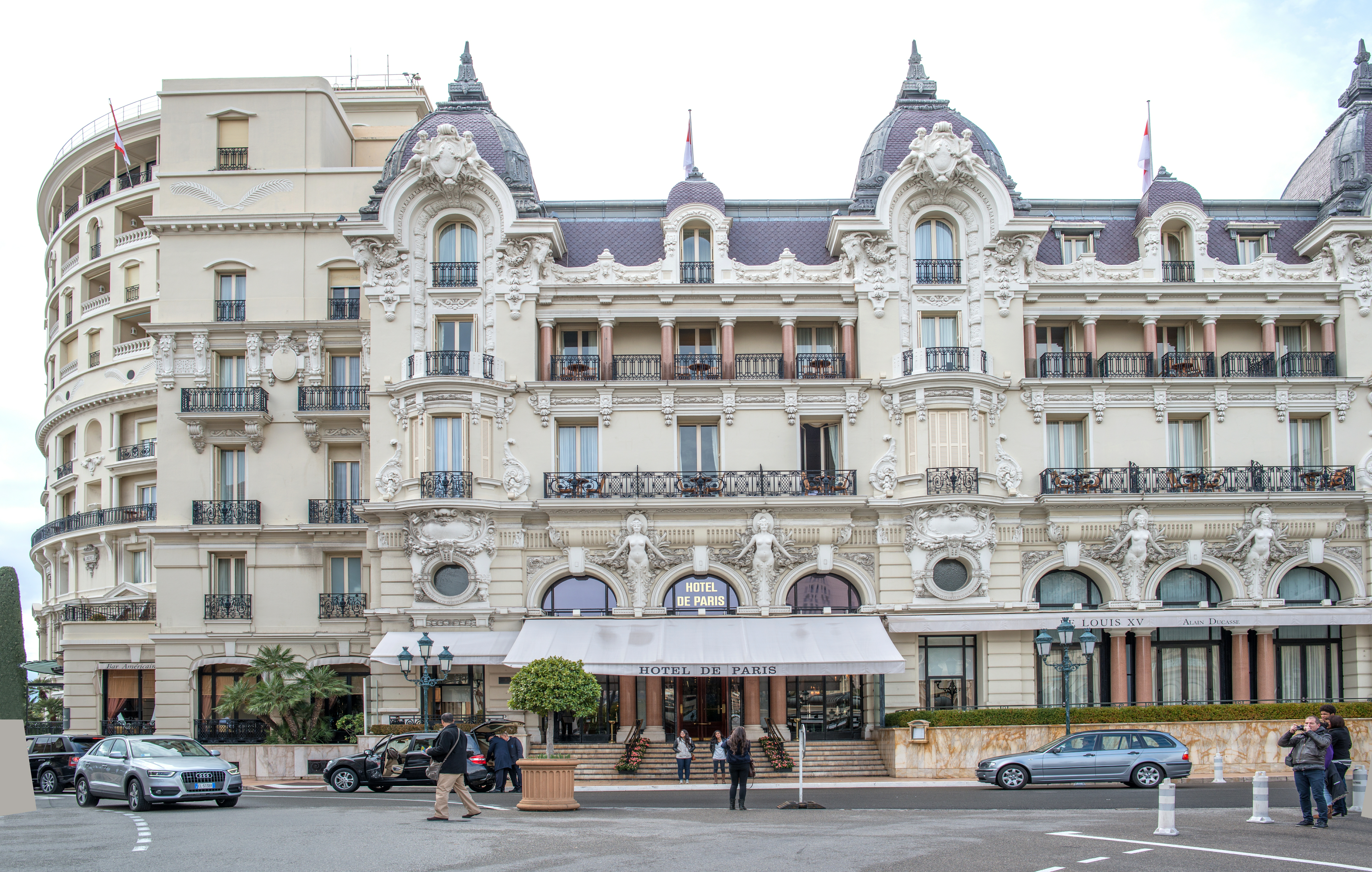
Monte Carlo 2013
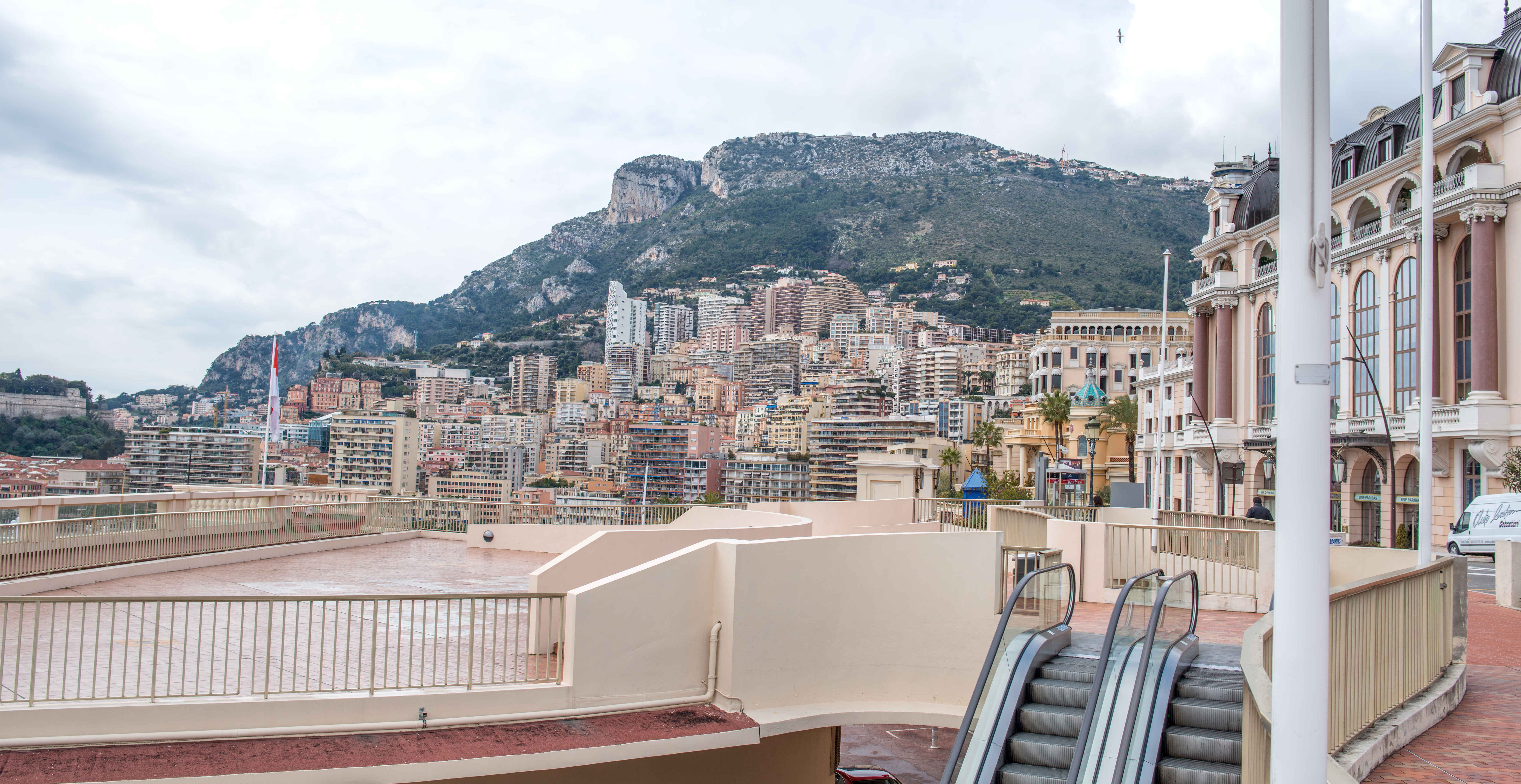
Monte Carlo 2013
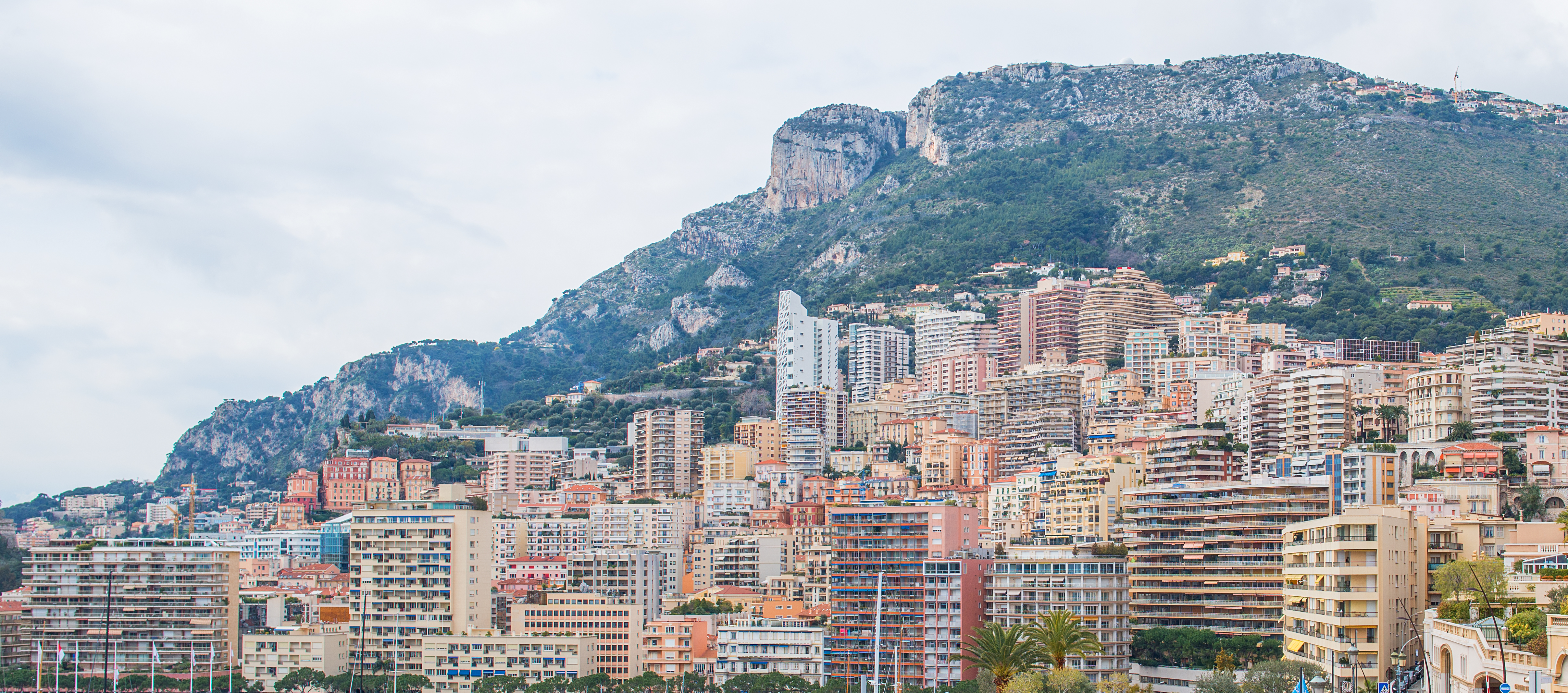
Monte Carlo 2013
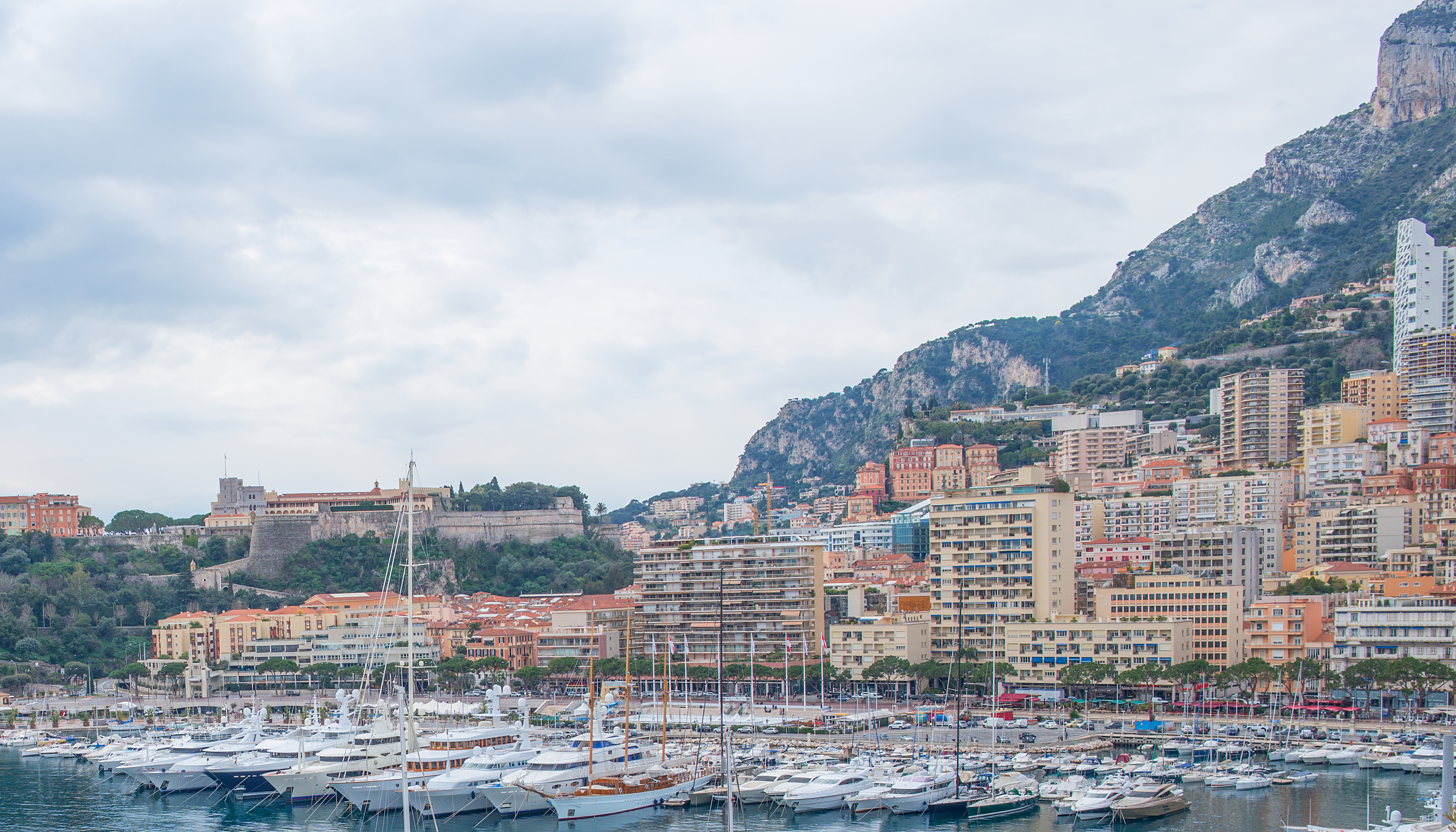
Monte Carlo 2013
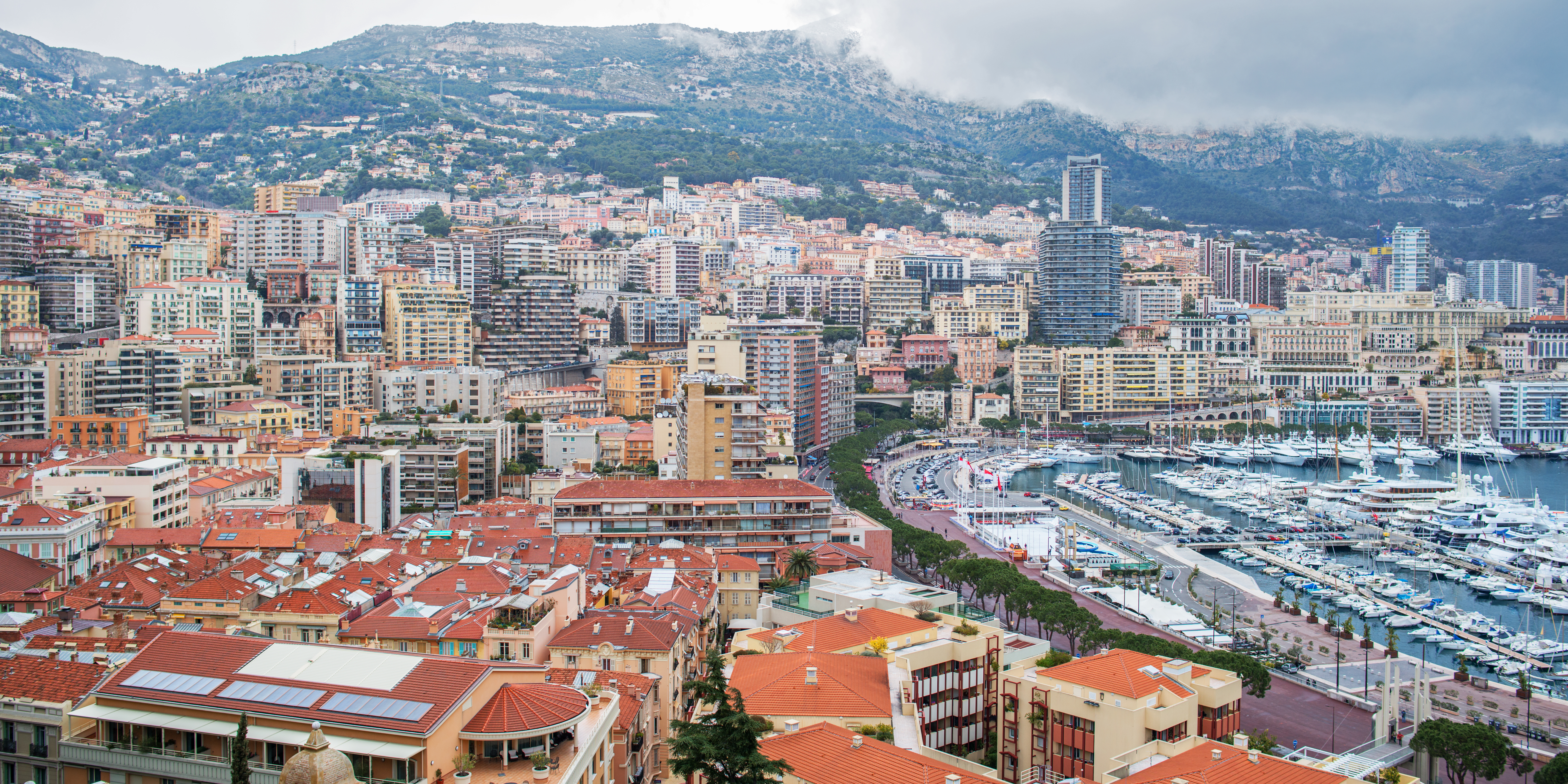
Monte Carlo 2013
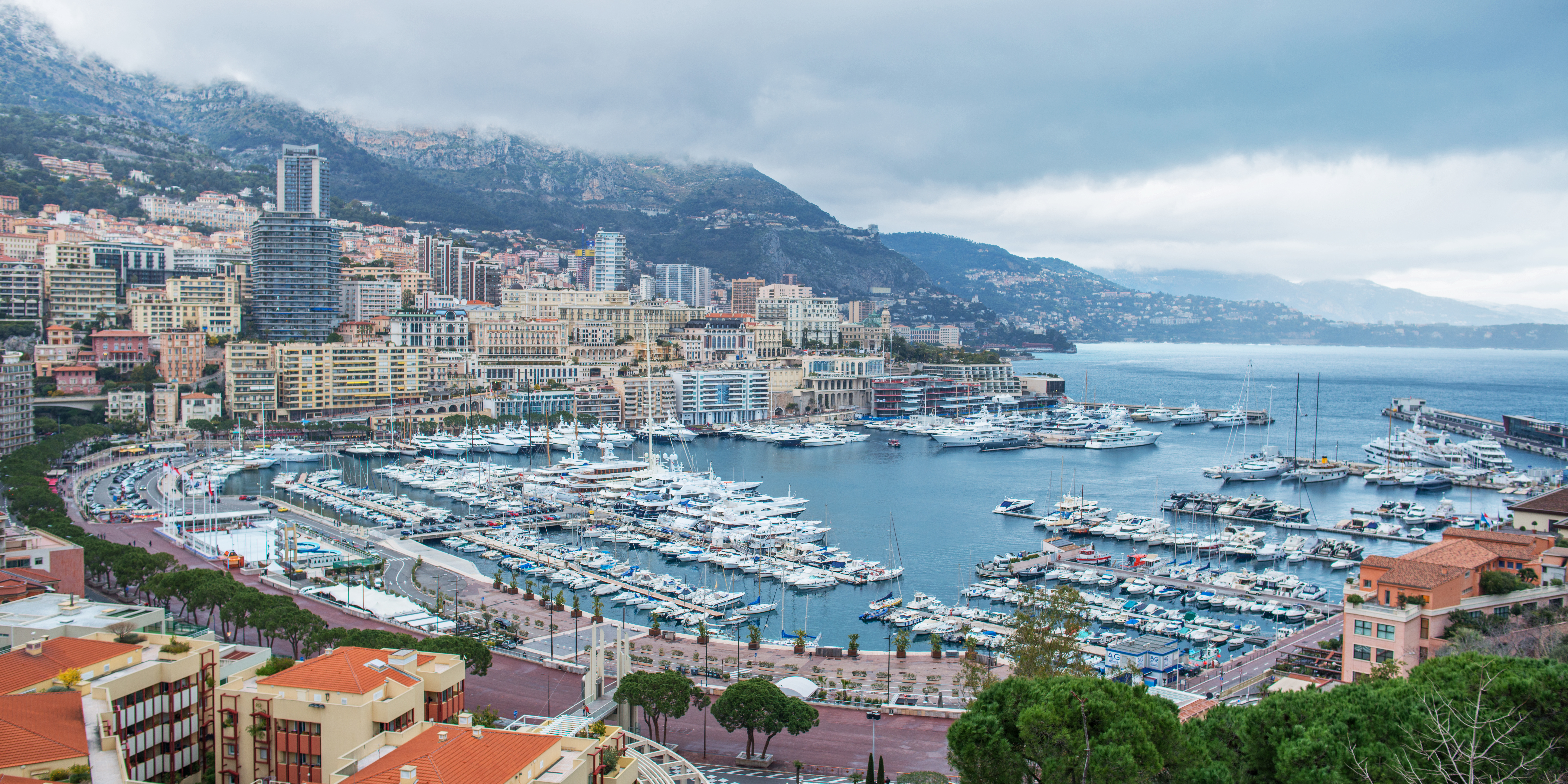
Monte Carlo 2013

## Källhänvisningar
1. ↑  ”Utrikes namnbok, 12:e reviderade upplagan, 2024”. regeringen.se. Regeringskansliet. 30 april 2024. sid. 151. https://www.regeringen.se/informationsmaterial/2024/04/utrikes-namnbok/. Läst 27 oktober 2024.
2. ↑  ”Monaco statistics pocket” (på engelska). IMSEE Monaco Statistics. http://www.monacostatistics.mc/IMSEE/Publications/monaco-statistics-pocket. Läst 31 maj 2017.
3. ↑  ”Population and employment” (på engelska). IMSEE Monaco Statistics. http://www.monacostatistics.mc/Population-and-employment. Läst 31 maj 2017.
4. 1 2 3 4 5  ”Monaco” (på Engelska). The World Factbook. Central Intelligence Agency. 13 april 2017. Arkiverad från originalet den 16 oktober 2015. https://web.archive.org/web/20151016011100/https://www.cia.gov/library/publications/the-world-factbook/geos/mn.html. Läst 31 maj 2017.
5. ↑   (PDF) Utrikes namnbok: Svenska myndigheter, organisationer, titlar, EU-organ och länder på engelska, tyska, franska, spanska, finska och ryska (9., rev. uppl.). Utrikesdepartementet, Regeringskansliet. 2013. sid. 87. Arkiverad från originalet den 6 oktober 2014. https://web.archive.org/web/20141006224003/http://www.regeringen.se/sb/d/108/a/41146. Läst 5 november 2014 Arkiverad 6 oktober 2014 hämtat från the Wayback Machine.
6. ↑  UNdata: Monaco Arkiverad 30 oktober 2014 hämtat från the Wayback Machine.
7. ↑  U.S. Department of State
8. 1 2 3 4 5 6 7 8 9  ”Monaco - Uppslagsverk - NE.se”. www.ne.se. https://www.ne.se/uppslagsverk/encyklopedi/l%C3%A5ng/monaco. Läst 25 december 2024.
9. ↑  ”Assemblée nationale ~ Les députés, le vote de la loi, le Parlement français”. Assemblee-nat.fr. Arkiverad från originalet den 6 februari 2005. https://web.archive.org/web/20050206184018/http://www.assemblee-nat.fr/rap-info/i2311-2.asp. Läst 11 juli 2011.
10. ↑  Lundbo, Sten (2024-11-25). ”Økonomi og næringsliv i Monaco” (på norska). Store norske leksikon. https://snl.no/%C3%98konomi_og_n%C3%A6ringsliv_i_Monaco. Läst 25 december 2024.
11. ↑  Källangivelsen på Wikidata använder egenskaper (properties) som inte känns igen av Modul:Cite
12. ↑  ”art. 8”, La Constitution de la Principauté, Constitution of Monaco (på franska), läs online, ”La langue française est la langue officielle de l'État.”.[källa från Wikidata]
13. ↑  ”Monaco” (på engelska). The World Factbook (Central Intelligence Agency). 2025-01-15. https://www.cia.gov/the-world-factbook/countries/monaco/. Läst 18 januari 2025.
14. ↑  Lundbo, Sten (2024-11-25). ”Monacos befolkning” (på norska). Store norske leksikon. https://snl.no/Monacos_befolkning. Läst 25 december 2024.
15. ↑  ”Investiture speech H.S.H. Prince Albert IInd of Monaco, July 12th, 2005”. Service Informatique du Ministère d'Etat - Monaco. Arkiverad från originalet den 3 september 2006. https://web.archive.org/web/20060903094520/http://www.gouv.mc/304/wwwnew.nsf/1909$/5f6fb679535702dac125703e004f618cgb?OpenDocument&4Gb. Läst 30 december 2005.